# Ендогенні корисні копалини
Ендогенні корисні копалини
Ендогенні корисні копалини — речовини, які утворилися в надрах Землі внаслідок кристалізації, затвердіння магми та діяльності магматичних розчинів. До них належать:
- магматичні — мінеральні асоціації, що утворилися внаслідок кристалізації та (або) затвердіння магми як на глибині, всередині земної кори, так і на поверхні після виверження; у залежності від цього виділяють два головних класи магматичних корисних копалин — інтрузивні (глибинні) та ефузивні (виливні);

- пегматитові — крупнокристалічні мінеральні комплекси, що утворилися внаслідок кристалізації залишкового магматичного розплаву і які залягають у вигляді лінз, жил, штоків та гнізд;

- карбонатитові — карбонатні або силікатно-карбонатні гірські породи; представлені жилами та масами неправильної форми з кальциту, доломіту і інш. карбонатів, що містять рудні мінерали, просторово і генетично асоційовані з глибинними (інтрузивними) утвореннями;
- гідротермальні — речовини, які утворюються з гарячих водних (гідротермальних) розчинів, які циркулюють у надрах Землі.

Концентрація цінних мінералів у магмі, що вихолоняє зумовлена різними причинами:
– магма при охолодженні може розпадатися на дві рідини, що не змішуються (процес ліквації, який приводить до виникнення лікваційних родовищ), прикладом є сульфідні мідно-нікелеві руди;
– цінні мінерали при розкристалізації можуть виділитися раніше від інших, зосередитися на дні магматичного резервуара і сформувати поклади ранньомагматичних родовищ (акумулятивних або сегрегаційних родовищ). До них належать деякі родовища руд хрому, титану і заліза. Оригінальними ранньомагматичними утвореннями є трубки кімберлітів Сибіру і Південної Африки, що складаються із застиглої магми ультраосновного складу (кімберліт), що містить кристали алмазів, які виділилися на ранній стадії її охолодження;
– у магмі, багатій газом, при її розкристалізації речовина корисної копалини може сконцентруватися в легкоплавкому залишковому розплаві і при подальшому твердінні утворити пізньомагматичні родовища. Серед них відомі родовища титаномагнетитового типу — гори Качканар на Уралі, хромітів південного Уралу, апатитів Кольського півострова, танталу, ніобію і рідкісноземельних елементів;
– значно рідше родовища виникають у вигляді потоків, що виливаються з жерла вулканів, як наприклад, потоки сірки вулканів Італії і Японії.
Серед магматичних родовищ найзначніші родовища руд заліза, титану, ванадію, хрому, платиноїдів, міді, нікелю, кобальту, апатиту, алмазів, ніобію, цирконію і гафнію. Магматичні гірські породи можуть використовуватись як будівельні (туфи, лабрадорити і ін.), абразивні (пемза) і теплоізоляційні (пемза, перліт) матеріали.